# Gerardus de Lohn
Gerardus de Lohn (-1092) was graaf tevens grondlegger van het graafschap Lohn van 1085 tot zijn dood in 1092. Hij was een zoon van Otto II van Zutphen. en getrouwd met Irmgard. Zij schonk Gerardus ten minste een zoon Godschalk I tevens opvolger. Hij erft het graafschap van zijn oom Rupert of Humbert uit de erfenis van Godschalk van Zutphen hij is daarmee de stamvader van het graafschap Lohn.